# Roberta Rodeghiero
Roberta Rodeghiero (Schio, 7 aprile 1990) è una pattinatrice artistica su ghiaccio italiana.

## Biografia
Nata a Schio, nel Veneto, Roberta Rodeghiero ha iniziato a pattinare all'età di 8 anni ad Asiago, città di origine della sua famiglia. Al suo debutto internazionale a livello giovanile, avvenuto nel 2005, ha vinto la Merano Cup e lo stesso anno si è piazzata anche al 17º posto durante il Grand Prix ISU juniores in Bulgaria.
Allenata da Franca Bianconi, ex pattinatrice olimpica a Lake Placid 1980, e passata nel 2009 a gareggiare nella categoria senior, Roberta Rodeghiero ha preso parte ai campionati mondiali di Mosca 2011 venendo eliminata nella fase preliminare. L'anno dopo ha vinto la sua prima medaglia ai campionati italiani conquistando il bronzo. Ha partecipato ai campionati europei di Zagabria 2013 classificandosi al 27º posto nel programma corto, non riuscendosi a qualificare per il programma libero. È riuscita a fare meglio ai successivi Europei di Budapest 2014 ottenendo un 11º posto complessivo.
Il 2015 si è rivelato un anno particolarmente positivo per Roberta Rodeghiero: reduce da un secondo posto ottenuto ai campionati italiani, è riuscita a migliorare la sua prestazione agli Europei piazzandosi all'ottava posizione; ha anche partecipato per la sua seconda volta ai campionati mondiali piazzandosi complessivamente al 20º posto a Shanghai 2015.
Agli Europei di Bratislava 2016 riesce a migliorarsi ulteriormente: quarta dopo il programma corto, alla fine conclude la gara con un ottimo 5º posto sfoderando la migliore prestazione personale.
Problemi di salute le hanno impedito di gareggiare durante la stagione olimpica 2017/2018, è tornata sul ghiaccio nel novembre 2018 ottenendo il sesto posto all'Alpen Trophy. Giunta sesta ai campionati italiani 2019, ha preso parte ai Mondiali di Saitama 2019 collocandosi al 31º posto.
Ai campionati europei di Kaunas 2024 ha accompagnato la nazionale italiana di pattinaggio di figura in qualità di Team leader.

### Vita privata
Roberta Rodeghiero studia Lingue e Letterature straniere all'Università degli Studi di Milano. Ha dichiarato che il suo idolo è sempre stata Michelle Kwan, pattinatrice alla quale si è ispirata fin da bambina.

## Programmi
| Stagione  | Programma corto                                                      | Programma libero |
| --------- | -------------------------------------------------------------------- | --- |
| 2018-2019 | - Proud Mary di Tina Turner                                          | - Frida (colonna sonora) di Elliot Goldenthal - Poeta en el Mar di Vincente Amigo                                                           |
| 2016-2017 | - A levare di Astor Piazzolla - Yo Soy Maria di Astor Piazzolla      | - Non Dimenticar - L-O-V-E - Smile - Paper Moon eseguite da Natalie Cole                                                                    |
| 2015-2016 | - He Sleeps di James Newton Howard - Oh, Pretty Woman di Roy Orbison | - Evita di Andrew Lloyd Webber |
| 2014-2015 | - Let It Go eseguita da The Piano Guys                               | - Evita di Andrew Lloyd Webber |
| 2013-2014 | - Valetango                                                          | - Notre-Dame de Paris di Riccardo Cocciante                                                                                                 |
| 2012-2013 | - Angel and Devil di Maxime Rodriguez                                | - Bohemian Rhapsody dei Queen eseguita dal Vitamin String Quartet - Who Wants to Live Forever dei Queen eseguita dal Vitamin String Quartet |
| 2010-2011 | - Dracula di Bram Stoker (colonna sonora)                            | - Concerto di Varsavia di Richard Addinsell                                                                                                 |

## Palmarès
| Risultati | Risultati      | Risultati      | Risultati      | Risultati      | Risultati      | Risultati      | Risultati      | Risultati      | Risultati      | Risultati      | Risultati      | Risultati      | Risultati      | Risultati      | Risultati      | Risultati      | Risultati      | Risultati      |
| Internazionali | Internazionali | Internazionali | Internazionali | Internazionali | Internazionali | Internazionali | Internazionali | Internazionali | Internazionali | Internazionali | Internazionali | Internazionali | Internazionali | Internazionali | Internazionali | Internazionali | Internazionali | Internazionali |
| Evento | 2005–06        | 2006–07        | 2007–08        | 2008–09        | 2009–10        | 2010–11        | 2011–12        | 2012–13        | 2013–14        | 2014–15        | 2015-16        | 2016-17        | 2017-18        | 2018-19        | 2019-20        | 2020-21        | 2021-22        |                |
| --- | -------------- | -------------- | -------------- | -------------- | -------------- | -------------- | -------------- | -------------- | -------------- | -------------- | -------------- | -------------- | -------------- | -------------- | -------------- | -------------- | -------------- | -------------- |
| Campionati mondiali |                |                |                |                |                | 13º PR         |                |                |                | 20º            | 16º            |                |                | 31º            |                |                |                |                |
| Campionati europei |                |                |                |                |                |                |                | 27º            | 11º            | 8º             | 5º             | 9º             |                |                |                |                |                |                |
| GP Rostelecom Cup |                |                |                |                |                |                |                |                |                |                | 7º             | 8º             |                |                |                |                |                |                |
| GP Skate America |                |                |                |                |                |                |                |                |                |                |                | 9º             |                |                |                |                |                |                |
| GP Skate Canada |                |                |                |                |                |                |                |                |                |                |                |                | R              |                |                |                |                |                |
| GP Trophée Eric Bompard |                |                |                |                |                |                |                |                |                |                | 3º             |                |                |                |                |                |                |                |
| CS Alpen Trophy |                |                |                |                |                |                |                |                |                |                |                |                |                | 6º             |                |                |                |                |
| CS Budapest Trophy |                |                |                |                |                |                |                |                |                |                |                |                |                |                |                | R              |                |                |
| CS Cup of Austria |                |                |                |                |                |                |                |                |                |                |                |                |                |                |                |                | 27°            |                |
| CS Cup du Tyrol |                |                |                |                |                |                |                |                |                |                |                |                |                |                |                | C              |                |                |
| CS Denkova-Staviski Cup |                |                |                |                |                |                |                |                |                |                | 4°             |                |                |                |                |                |                |                |
| CS Golden Spin of Zagreb |                |                |                |                |                |                |                |                |                | 14º            |                |                |                |                | 10°            |                | R              |                |
| CS Lombardia Trophy |                |                |                |                |                |                |                |                | 4º             | 4º             | 1º             | 4º             |                |                |                |                |                |                |
| CS Ondrej Nepela Trophy |                |                |                |                |                | 6º             | 8º             | 6º             | 12º            | 1º             | 4º             |                |                |                | 10°            |                |                |                |
| CS Warsaw Cup |                |                |                |                |                |                |                |                |                |                |                | 8º             |                |                |                |                |                |                |
| Bavarian Open |                |                |                |                |                |                | 2º             | 9º             |                |                |                |                |                | 4º             |                |                |                |                |
| Coppa Internazionale di Nizza |                |                |                |                |                |                | 12º            |                |                |                |                |                |                |                |                |                |                |                |
| Coppa Primavera di Lussemburgo |                |                |                |                |                |                | 9º             |                |                |                |                |                |                |                |                |                |                |                |
| Crystal Skate of Romania |                |                |                |                |                |                |                | 1º             |                |                |                |                |                |                |                |                |                |                |
| Denkova-Staviski Cup |                |                |                |                |                |                |                | 3º             | 1º             |                |                |                |                |                |                |                |                |                |
| Dragon Trophy |                |                |                |                |                |                |                |                |                |                |                |                |                |                | 1º             |                |                |                |
| Gardena Spring Trophy |                |                |                |                |                |                | 1º             | 7º             |                |                |                |                |                | R              |                | 2º             |                |                |
| Golden Bear of Zagreb |                |                |                |                |                |                |                | 3º             |                |                |                |                |                |                |                |                |                |                |
| Hellmut Seibt Memorial |                |                |                |                |                |                |                |                | 1º             | 2º             |                |                |                |                |                |                |                |                |
| Ice Challenge |                |                |                |                |                |                |                |                | 4º             |                |                |                |                |                |                |                |                |                |
| Mentor Toruń Cup |                |                |                |                |                |                |                |                |                |                |                |                |                | 8º             |                |                |                |                |
| Merano Cup |                |                |                |                |                | 15º            |                |                | 4º             |                |                |                |                |                |                |                | 5°             |                |
| Mont Blanc Trophy |                |                |                |                | 4º             | 3º             |                |                |                |                |                |                |                |                |                |                |                |                |
| Nordics |                |                |                |                |                |                |                |                |                |                |                |                |                |                | 8°             |                |                |                |
| NRW Trophy |                |                |                |                | 14º            | 16º            | 8º             |                |                |                |                |                |                |                |                |                |                |                |
| Shangai Trophy |                |                |                |                |                |                |                |                |                |                |                |                |                |                | 6°             |                |                |                |
| Sportland Trophy |                |                |                |                |                |                |                |                |                |                | 1º             |                |                |                |                |                |                |                |
| Triglav Trophy |                |                |                |                |                | 7º             | 9º             |                |                |                |                |                |                |                |                |                |                |                |
| Volvo Open Cup |                |                |                |                |                |                |                |                |                |                |                |                |                |                | 12º            |                |                |                |
| Universiadi |                |                |                |                |                | 6º             |                | 8º             |                | 5º             |                | 6º             |                |                |                |                |                |                |
| Internazionali: categoria Junior |                |                |                |                |                |                |                |                |                |                |                |                |                |                |                |                |                |                |
| JGP Bulgaria | 17º            |                |                |                |                |                |                |                |                |                |                |                |                |                |                |                |                |                |
| JGP Germania |                |                | 15º            |                |                |                |                |                |                |                |                |                |                |                |                |                |                |                |
| JGP Italia |                |                |                | 13º            |                |                |                |                |                |                |                |                |                |                |                |                |                |                |
| JGP Romania |                | 13º            |                |                |                |                |                |                |                |                |                |                |                |                |                |                |                |                |
| JGP Spagna |                |                |                | 7º             |                |                |                |                |                |                |                |                |                |                |                |                |                |                |
| Dragon Trophy | 10º            |                |                |                |                |                |                |                |                |                |                |                |                |                |                |                |                |                |
| Gardena Spring Trophy | 8º             | 7º             |                |                |                |                |                |                |                |                |                |                |                |                |                |                |                |                |
| Merano Cup | 1º             |                | 2º             |                |                |                |                |                |                |                |                |                |                |                |                |                |                |                |
| NRW Trophy |                |                |                | 1º             |                |                |                |                |                |                |                |                |                |                |                |                |                |                |
| Nazionali |                |                |                |                |                |                |                |                |                |                |                |                |                |                |                |                |                |                |
| Campionati italiani |                | 7º             | 4º             | 5º             | 6º             |                | 3º             | 4º             | 3º             | 2º             | 2º             | 2º             |                | 6º             | R              | 5°             |                |                |
| Competizioni a squadre |                |                |                |                |                |                |                |                |                |                |                |                |                |                |                |                |                |                |
| World Team Trophy |                |                |                |                |                |                |                |                |                |                |                |                |                | 6° S 11° P     |                |                |                |                |
| Team Challenge Cup |                |                |                |                |                |                |                |                |                |                | 2º S 9° P      |                |                |                |                |                |                |                |
| PR = Fase preliminare; CS = Challenger Series; JGP = Junior Grand Prix; R = Ritirata; C = Evento cancellato; S = Risultato della squadra; P = Risultato personale |                |                |                |                |                |                |                |                |                |                |                |                |                |                |                |                |                |                |